# Distillerie Louis Couderc
La Distillerie Louis Couderc est une petite entreprise française fondée en 1908, spécialisée dans l'élaboration de liqueurs. Elle est basée à Aurillac, dans le Cantal en France.

## Histoire
- En 1908, la distillerie est créée à Aurillac par Louis Couderc. À l'origine, elle se nommait Distillerie du Centre. Depuis trois générations, elle conçoit des liqueurs traditionnelles réputées.
- En 2003, elle est rachetée par Jean-Jacques Vermeersch, actuel président directeur général. Le changement de propriétaire marque un renouveau dans l'ancienne distillerie, en deux ans, elle double ses ventes en obtenant de nouveaux clients.

### Moyens
- Les moyens disponibles sont : 30 000 litres de cuverie - 1 400 m2 d’ateliers - étiqueteuse

## Produits
Les deux produits phares sont une liqueur de gentiane (marque Gentiane Vraie) et une crème de châtaigne. L'ensemble des crèmes, liqueurs et eaux-de-vie, s'orientent vers des saveurs naturelles. Ainsi, on retrouve les saveurs suivantes : myrtille, mûre, fraise, châtaigne, framboise, pêche de vigne, cassis, pomme.
Ajouté à cela des boissons telles que : La Bolée de Satan, La Fourche du Diable Desprat vins, La Verveine Artisanale.
| Type        | Degrés d'alcool       | Produits                                               |
| ----------- | --------------------- | ------------------------------------------------------ |
| Eaux-de-vie | 42 % vol. à 45 % vol. | Gentiane, Prunes, etc.                                 |
| Liqueurs    | 30 % vol.             | Verveine, etc.                                         |
| Liqueurs    | 25 % vol.             | Framboise, Myrtille, Noix, etc.                        |
| Crèmes      | 25 % vol.             | Noisette, Prunelle, Châtaigne, etc.                    |
| Crèmes      | 16 % vol.             | Cassis, Cerise, Mûre, Myrtille, Framboise, Pomme, etc. |

### Label et prix
- L'apéritif Couderc gentiane de Louis Couderc utilise la mention valorisante française Produit de Montagne.
- La Verveine artisanale a obtenu la Médaille d'Or du Concours général agricole 2008 catégorie liqueur aux plantes[1].
- La Myrtille a obtenu la Médaille d'Or du Concours général agricole 2008 catégorie crème de fruit[1].
- La Verveine intense 43% élevée en fût de chêne Aimé Lebon a obtenu la Médaille d'Or (TOP 1) au Concours international TOP SPIRIT en 2019 dans la catégorie Liqueur
- La Gentiane artisanale naturellement intense a obtenu la Médaille de Bronze (TOP 3) au Concours international TOP SPIRIT en 2019 dans la catégorie Liqueur.

## Sources
- Site officiel